# Cantón de Beaumont-le-Roger
El cantón de Beaumont-le-Roger era una división administrativa francesa, que estaba situada en el departamento de Eure y la región de Alta Normandía.

## Composición
El cantón estaba formado por veintidós comunas:
- Barc
- Barquet
- Beaumontel
- Beaumont-le-Roger
- Berville-la-Campagne
- Bray
- Combon
- Écardenville-la-Campagne
- Fontaine-la-Soret
- Goupillières
- Grosley-sur-Risle
- La Houssaye
- Launay
- Le Plessis-Sainte-Opportune
- Le Tilleul-Othon
- Nassandres
- Perriers-la-Campagne
- Romilly-la-Puthenaye
- Rouge-Perriers
- Sainte-Opportune-du-Bosc
- Thibouville
- Tilleul-Dame-Agnès

## Supresión del cantón de Beaumont-le-Roger
En aplicación del Decreto n.º 2014-241 de 25 de febrero de 2014, el cantón de Beaumont-le-Roger fue suprimido el 22 de marzo de 2015 y sus 22 comunas pasaron a formar parte; veintiuna del nuevo cantón de Brionne y una del nuevo cantón de Conches-en-Ouche.